# مسجد حاکم بأمرالله
مسجد حاکم بأمرالله (به عربی: مسجد الحاكم بأمر الله‎) از مساجد معروف مصر است که در عصر فاطمیان ساخته شده و هنوز این مسجد با وجود تعمیرات و بازسازی‌ها باقی مانده و از نقاط معروف قاهره است. سال ساخت این مسجد ۳۸۰قمری(۹۹۰ میلادی) است و در دوران حکومت حاکم بأمرالله از خلفای شیعی فاطمی ساخته شد و جزو اولین مساجد قاهره (سال ساخت: ۳۵۸ قمری) است.

## تاریخ
مسجد حاکم بامرالله (الانور: روشن ترین)، از مساجد برجسته مصر، در شهر قاهره واقع است که قدمتش به دوره فاطمیان می‌رسد. فرمان ساخت این مسجد را خلیفه عزیز پدرالحاکم در سال ۳۸۰ قمری (۹۹۰ میلادی) داد و در دسامبر همان سال در حالی‌که فرایند ساخت آن هنوز به پایان نرسیده بود اولین نماز در آنجا برپا شد 
سرانجام، مسجد در سال ۴۰۳ قمری (۱۰۱۳ میلادی) پس از گذشت حدود ۲۰ سال به‌دست خلیفه الحاکم افتتاح شد.

## معماری
در مرکز هر یک از دیوار‌های خارجی مسجد یک ورودی ساخته شده از سنگ ظریف تراش خورده به صورت برجسته روی دیوار وجود داشته و ورودی اصلی مسجد در میانه دیوار شمال غربی و روبه‌روی محراب بوده است.
دو برج که به رغم ساخت دیوار‌های دورشان کماکان مشاهده می‌شود دارای نمایی متفاوت اما اندازه ای یکسان است: برج شمالی فرمی استوانه‌ای دارد که بر روی یک پا‌سنگ مربع شکل بنا شده و برج غربی دارای فرم هشت ضلعی و مخروطی است. از آنجا که قسمت بالایی هر دو برج از بین رفته است دستیابی به ارتفاع اصلی برج‌ها ممکن نیست.

## سازه
مسجد الحاکم با ابعادی در حدود ۱۱۳*۱۲۰ متر و با زاویه ۴۲ درجه جنوب غربی ساخته شده است. دیوار‌های خارجی از جنس سنگ زبره‌تراش است و سیزده مدخل برای رسیدن به رواق محیط بر حیاط مسجد وجود داشته است.

## تغییرات
ظاهر که جانشین الحاکم بود بخش بزرگی به عنوان وضوخانه (زیاده) را به ضلع جنوبی مسجد اضافه کرد. این بخش بعد‌ها به محل نگهداری اسرا و به نوعی زندان تبدیل شد. پس از سقوط سلسله‌ فاطمیان، صلاح‌الدین ایوبی، بنیان گذار سلسله ایوبیان با ممنوع کردن برگزاری نماز جمعه در مسجد الازهر این مسجد را به مسجد اصلی قاهره تبدیل کرد. بعد از سقوط ایوبیان مسجد در سال‌های اولیه حکومت ممالیک مرمت شد و همچنین به بخش بالایی دو برج که در نمای مسجد قرار داشت سرمناره های فلفدانی که سبک دوره‌ی ممالیک بود اضافه گشت، اما در آخر مسجد متروک و پس از تصرف در سال ۱۷۹۸ میلادی به دست فرانسویان به یک قلعه تبدیل شد. در قرن نوزدهم مسجد به عنوان کارگاه در اختیار صنعتگران قرار‌داشت تا آنکه در سال ۱۸۸۰ میلادی موزه‌ عرب ابتدا در بخشی از شبستان و سپس در ساختمانی که در حیاط مسجد بنا شد دایرگشت.در زمان ریاست جمهوری جمال عبدالناصر مدرسه‌ای پسرانه در حیاط مسجد احداث شد.سرانجام در سال ۱۹۸۰ میلادی ساختمان‌های اضافی موجود در داخل و خارج مسجد تخریب و مسجد ویرانه به مسجدی با زرق و برق تبدیل شد .